# Anne Pierre Coustard de Massi
Anne Pierre Coustard de Massi, également orthographié de Massy, né le 4 février 1741 à Léogâne (colonie française de Saint-Domingue, actuel Haïti), mort le 16 brumaire an II (6 octobre 1793) à Paris, est un homme politique de la Révolution française.

## Biographie

### Origines coloniales et débuts en France
Anne Pierre Coustard est issu d'une famille créole de militaires de la colonie française de Saint-Domingue. 
Son grand-père, Guy Coustard, est conseiller du roi au conseil souverain de l'île de Saint-Domingue. Son père, Pierre Coustard, né en 1699, mort en 1749, est capitaine de cavalerie. Son cousin germain, Guy Coustard de Saint-Lô, est général d'armée durant la Révolution. 
Anne Pierre Coustard est ondoyé peu après sa naissance et baptisé en 1742 à Croix-des-Bouquets. 
En 1768, il épouse à Nantes Ursule Marchand. De leur union naissent sept enfants. 

### Sous l'Ancien régime
Anne Pierre Coustard entreprend une carrière militaire. Il est gendarme de la garde du roi, puis mousquetaire du roi. En 1771, il est lieutenant des maréchaux de France. En 1775, il est fait chevalier de l'ordre de Saint-Louis. 
Il se consacre un peu à l'écriture et on conserve de lui un poème, L'Éventail (1768), et une pièce satirique, La Foire Saint-Ovide (1778).
Un des premiers aérostiers
Le 21 novembre 1783, François-Laurent d'Arlandes et Jean-François Pilâtre du Rozier effectuent à Paris la première ascension en montgolfière. Le 11 juin 1784, Anne Pierre Coustard et le révérend père Mouchard, professeur au collège des Oratoriens de Nantes, effectuent une ascension dans l'aérostat Le Suffren, qui part de l'hospice des Enfants-Trouvés de Nantes et se pose à Gesté (département du Maine-et-Loire),. 

### Sous la Révolution
Le 19 juillet 1789, il est à la tête d'une centaine de patriotes qui demandent la reddition du château royal, que le gouverneur accorde sans combat. La Commune s'organise alors en corps de volontaires sous les ordres de Coustard.
Pierre Coustard est ensuite nommé colonel de la garde nationale et est un des membres influents de la section nantaise de la société des Amis de la Constitution, dite "club des Capucins".[réf. souhaitée]
En 1790, il fait partie du directoire du département et préside la première séance de cette assemblée.

#### Mandat à la Législative
La France devient une monarchie constitutionnelle en application de la constitution du 3 septembre 1791. 
Le même mois, Anne Pierre Coustard est élu député du département de la Loire-Inférieure, le premier sur huit, à l'Assemblée nationale législative.
Il siège sur les bancs de la gauche de l'Assemblée. En octobre 1791, il est reçu au club des Jacobins. En février 1792, il vote en faveur de la mise en accusation de Bertrand de Molleville, le ministre de la Marine. 

#### Mandat à la Convention
La monarchie prend fin à l'issue de la journée du 10 août 1792 : les bataillons de fédérés bretons et marseillais et les insurgés des faubourgs de Paris prennent le palais des Tuileries. Louis XVI est suspendu et incarcéré avec sa famille à la tour du Temple. 
En septembre 1792, Anne Pierre Coustard est réélu député de la Loire-Inférieure, le huitième et dernier, à la Convention nationale.

Il siège sur les bancs de la Gironde. Lors du procès de Louis XVI, il se prononce en faveur de l'appel au peuple et du sursis à l'exécution de la peine. Lors du troisième appel nominal, relatif à la peine à infliger, il vote : 
Il répugne à ma conscience d'être en même temps accusateur, juré, législateur et juge. Je vote pour la réclusion jusqu'à la paix et le bannissement après la guerre.
Le 13 avril 1793, il vote en faveur de la mise en accusation de Jean-Paul Marat. Le 28 mai, il est absent lors du scrutin sur le rétablissement de la Commission des Douze.  
Le 30 avril, Anne Pierre Coustard est envoyé en mission dans le département de la Loire-Inférieure.  

À l'issue des journées du 31 mai et du 2 juin, Anne Pierre Coustard est rappelé à la Convention sur motion de Jean-François Delacroix (député d'Eure-et-Loir), membre du Comité de Salut public. Il choisit cependant de rester à Nantes :  
D'après le décret de la Convention qui me rappelle auprès d'elle, j'avais cru devoir cesser mes fonctions. Mais le danger imminent où nous nous trouvons, [...] m'ont fait penser que dans des circonstances aussi extraordinaires, et que la Convention ne pouvait être avertie à temps, le salut public me faisait une loi impérieuse de continuer les fonctions qui m'avaient été déléguées.  
Le 18 juillet, sur motion François Chabot (député du Loir-et-Cher), il est décrété d'accusation pour s'être soustrait à son rappel au sein de la Convention. Le 3 octobre, après la rapport de Jean-Pierre-André Amar (député de l'Isère), membre du Comité de sûreté générale, le décret d'accusation est confirmé. 
Le 7 brumaire an II (le 28 octobre 1793), Anne Pierre Coustard est arrêté à Nantes par les représentants envoyés en mission Jean-Baptiste Carrier (député du Cantal), Pierre Francastel (député de l'Eure) et Albert Ruelle (député d'Indre-et-Loire). Il est déferré devant le tribunal révolutionnaire, condamné à mort et exécuté le 16 brumaire (le 6 novembre). 

## Hommages
- À Nantes : rue Coustard, en contrebas du pont de la Rotonde[24]

## Sources
- « Anne Pierre Coustard de Massi », dans Adolphe Robert et Gaston Cougny, Dictionnaire des parlementaires français, Edgar Bourloton, 1889-1891 [détail de l’édition]